# Lista de ministros do Desenvolvimento Regional e da Coesão Territorial de Portugal

Bandeira de ministro de Portugal.

Manuel Castro Almeida, atual ministro da Economia e da Coesão Territorial.

Esta é uma lista de ministros do Desenvolvimento Regional em Portugal, bem como dos atuais ministros da Coesão Territorial, entre a criação do Ministério das Cidades, Administração Local, Habitação e Desenvolvimento Regional a 17 de julho de 2004 e a atualidade.
A lista cobre o atual período democrático (1974–atualidade).

## Designação
Entre 2004 e a atualidade, o cargo de ministro do Desenvolvimento Regional teve as seguintes designações:
- Ministro das Cidades, Administração Local, Habitação e Desenvolvimento Regional — designação usada entre 17 de julho de 2004 e 12 de março de 2005
- Ministro do Ambiente, do Ordenamento do Território e do Desenvolvimento Regional — designação usada entre 12 de março de 2005 e 26 de outubro de 2009;
- Ministro da Economia, da Inovação e do Desenvolvimento — designação usada entre 26 de outubro de 2009 e 21 de junho de 2011;
- Serviços integrados no Ministério da Economia e do Emprego — entre 21 de junho de 2011 e 13 de abril de 2013;
- Ministro adjunto e do Desenvolvimento Regional — designação usada entre 13 de abril de 2013 e 30 de outubro de 2015;
- Ministro da Presidência e do Desenvolvimento Regional — designação usada entre 30 de outubro de 2015 e 26 de novembro de 2015;
- Cargo extinto — entre 26 de novembro de 2015 e 26 de outubro de 2019;
- Ministro da Coesão Territorial — designação usada entre 26 de outubro de 2019 e 2 de abril de 2024;
- Ministro adjunto e da Coesão Territorial — designação usada entre 2 de abril de 2024 e 5 de junho de 2025;
- Ministro da Economia e da Coesão Territorial — designação usada desde 5 de junho de 2025.

## Numeração
São contabilizados os períodos em que o ministro esteve no cargo ininterruptamente, não contando se este serve mais do que um mandato. Ministros que sirvam em períodos distintos são, obviamente, distinguidos numericamente.

## Lista
Legenda de cores
(para partidos políticos)
| Terceira República (1974–presente)       | |             |                        |                        |         |                   |
| #                                        | Ministro das Cidades, Administração Local, Habitação e Desenvolvimento Regional (Nascimento–Morte)                 | Retrato     | Início do mandato      | Fim do mandato         | Governo | Governo           |
| Governos Constitucionais (1976-Presente) | |             |                        |                        |         |                   |
| 1                                        | José Luís Fazenda Arnaut Duarte (1963–)                                                                            |             | 17 de julho de 2004    | 12 de março de 2005    |         | XVI Santana Lopes |
| #                                        | Ministro do Ambiente, Ordenamento do Território e Desenvolvimento Regional (Nascimento–Morte)                      | Retrato     | Início do mandato      | Fim do mandato         | Governo | Governo           |
| 2                                        | Francisco Carlos da Graça Nunes Correia (1951–)                                                                    |             | 12 de março de 2005    | 26 de outubro de 2009  |         | XVII Sócrates     |
| #                                        | Ministro da Economia, da Inovação e do Desenvolvimento (Nascimento–Morte)                                          | Retrato     | Início do mandato      | Fim do mandato         | Governo | Governo           |
| 3                                        | José António Fonseca Vieira da Silva (1953–)                                                                       |             | 26 de outubro de 2009  | 21 de junho de 2011    |         | XVIII Sócrates    |
| #                                        | Pasta do Desenvolvimento Regional (Nascimento–Morte)                                                               | Retrato     | Início do mandato      | Fim do mandato         | Governo | Governo           |
| –                                        | Serviços integrados no Ministério da Economia e do Emprego (ver: Anexo:Lista de ministros da Economia de Portugal) |             | 21 de junho de 2011    | 13 de abril de 2013    | ——      | ——                |
| #                                        | Ministro adjunto e do Desenvolvimento Regional (Nascimento–Morte)                                                  | Retrato     | Início do mandato      | Fim do mandato         | Governo | Governo           |
| 4                                        | Luís Miguel Poiares Pessoa Maduro (1967–)                                                                          |             | 13 de abril de 2013    | 30 de outubro de 2015  |         | XIX Passos Coelho |
| #                                        | Ministro da Presidência e do Desenvolvimento Regional (Nascimento–Morte)                                           | Retrato     | Início do mandato      | Fim do mandato         | Governo | Governo           |
| 5                                        | Luís Maria de Barros Serra Marques Guedes (1957–)                                                                  |             | 30 de outubro de 2015  | 26 de novembro de 2015 |         | XX Passos Coelho  |
| –                                        | Cargo inexistente                                                                                                  |             | 26 de novembro de 2015 | 26 de outubro de 2019  | ——      | ——                |
| #                                        | Ministro da Coesão Territorial (Nascimento–Morte)                                                                  | Retrato     | Início do mandato      | Fim do mandato         | Governo | Governo           |
| 6                                        | Ana Maria Pereira Abrunhosa Trigueiros de Aragão (1970–)                                                           |             | 26 de outubro de 2019  | 2 de abril de 2024     |         | XXII Costa        |
| 6                                        | Ana Maria Pereira Abrunhosa Trigueiros de Aragão (1970–)                                                           | XXIII Costa | 26 de outubro de 2019  | 2 de abril de 2024     |         |                   |
| #                                        | Ministro Adjunto e da Coesão Territorial (Nascimento–Morte)                                                        | Retrato     | Início do mandato      | Fim do mandato         | Governo | Governo           |
| 7                                        | Manuel Castro Almeida (1957–)                                                                                      |             | 2 de abril de 2024     | 5 de junho de 2025     |         | XXIV Montenegro   |
| #                                        | Ministro da Economia e da Coesão Territorial (Nascimento–Morte)                                                    | Retrato     | Início do mandato      | Fim do mandato         | Governo | Governo           |
| –                                        | Manuel Castro Almeida (continuação) (1957–)                                                                        |             | 5 de junho de 2025     | presente               |         | XXV Montenegro    |